# Mikovec
Mikovec falu Horvátországban Kapronca-Kőrös megyében. Közigazgatásilag  Sveti Petar Orehovechez tartozik.

## Fekvése
Kőröstől 9 km-re északnyugatra, községközpontjától 2 km-re északkeletre fekszik.

## Története
A falunak 1857-ben 98,  1910-ben 105 lakosa volt. Trianonig Belovár-Kőrös vármegye Körösi járásához tartozott. 2001-ben 81 lakosa volt.